# Joseph Bancroft

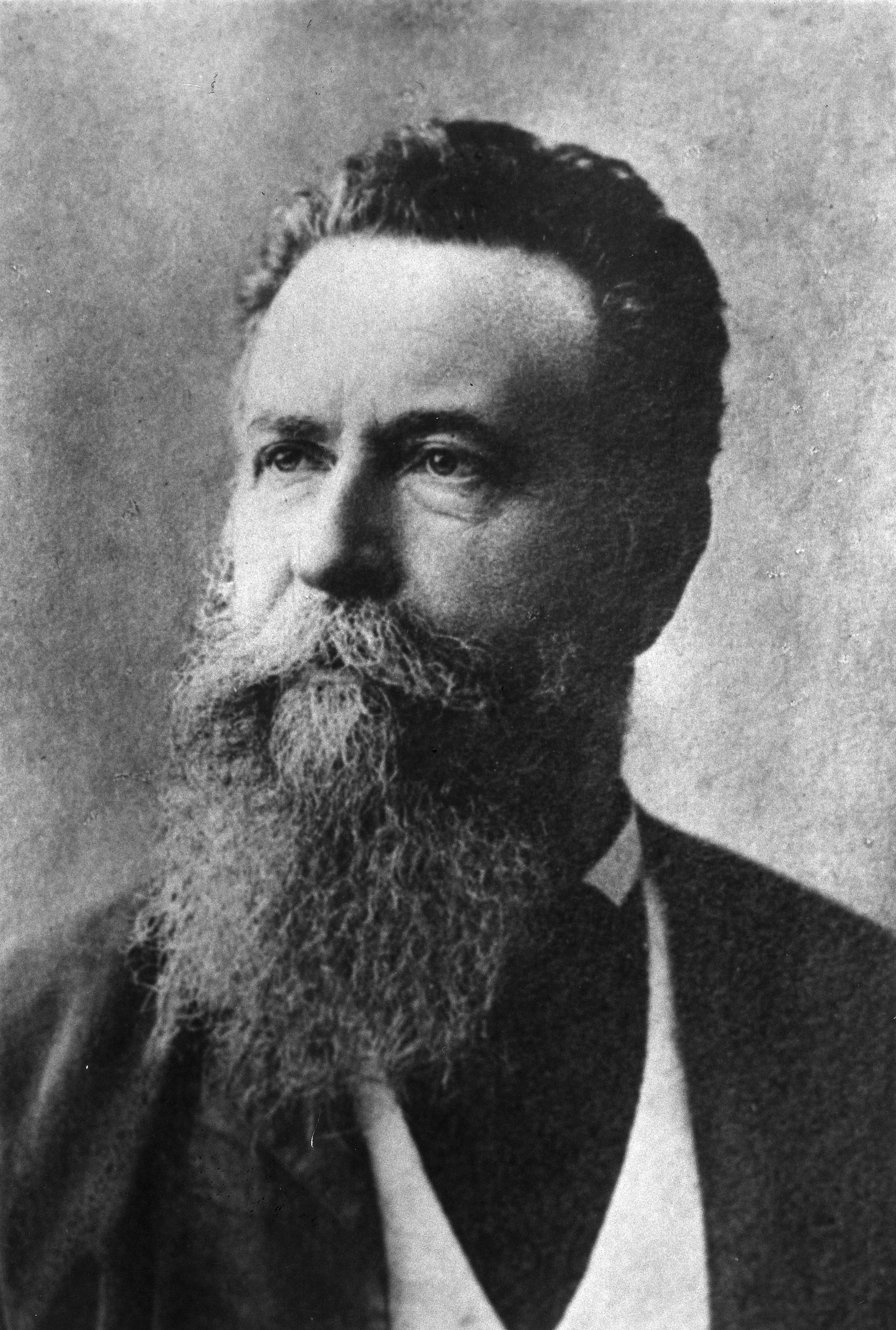
Joseph Bancroft

Joseph Bancroft (* 21. Februar 1836 in Stretford; † 16. Juni 1894 in Brisbane) war ein britisch-australischer Mediziner, Pharmakologe und Parasitologe, der, nach seiner Emigration aus England, im australischen Bundesstaat Queensland lebte und forschte.
Sowohl der Fadenwurm Wuchereria bancrofti, als auch das Nachtschattengewächs Symonanthus bancroftii, wurde nach ihm benannt.

## Leben und Wirken
Bancroft war fünf Jahre lang Lehrling beim Arzt Jeremiah Renshaw in Sale in Cheshire, studierte dann an der Manchester Royal School of Medicine and Surgery und der University of St. Andrews (Abschluss 1859) und wurde Mitglied des Royal College of Surgeons of England. Zunächst ließ er sich als Arzt in Nottingham nieder, wanderte aber 1864 nach Australien aus, da er hoffte, dass das wärmere Klima seiner Gesundheit förderlicher wäre. Dort praktizierte er in Brisbane als Arzt und Chirurg. 1867 wurde er Gastchirurg (Visiting Surgeon) und 1868 Hauschirurg (House Surgeon) am Brisbane General Hospital. Diese Stellung gab er 1870 zu Gunsten seiner eigenen Praxis auf.
Als Forscher entdeckte Bancroft den Gehalt an medizinisch verwertbaren Alkaloiden in Duboisia myoporoides, insbesondere Scopolamin für die Augenheilkunde. 1872 untersuchte er die pharmazeutischen Eigenschaften von Duboisia hopwoodii, aus der australische Ureinwohner ihre Kaupaste (Pituri) herstellten und entdeckte deren Nikotingehalt. Später befasste er sich viel mit Krankheiten von Kulturpflanzen (wie Zuckerrohr, Banane, pilzresistentem Weizen), aber auch mit Austernzucht und der Entwicklung eines Fleischkonzentrats. Seine Beiträge zur Pharmazie stellte er 1886 auf der Colonial and Indian Exhibition in London vor und er war australischer Vertreter in der Kommission zur Revision der British Pharmacopeia.

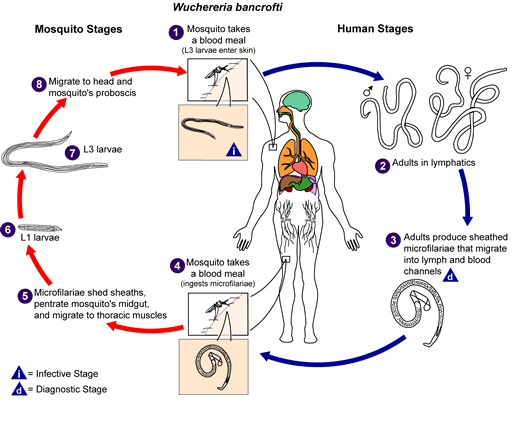
Lebenszyklus von Wuchereria bancrofti

Von ihm stammen Forschungen zur Lepra und darüber hinaus wurde er als Erforscher der Filariose bekannt. Wuchereria bancrofti ist nach ihm und Otto Wucherer benannt. Er entdeckte 1876/77 die adulte Form des Wurms in Lymph-Abszessen von Patienten, die die Larven im Blut hatten und vermutete schon die Übertragbarkeit durch Gelbfiebermücken. Er sandte Exemplare nach London, wo Spencer Cobbold sie als Filaria bancrofti klassifizierte. Die Entdeckung der Larvenformen erfolgte auch schon etwas früher durch Otto Wucherer und Timothy Richards Lewis in Indien, wobei letzterer auch die adulte Form fand. Die Benennung als Wuchereria bancrofti erfolgte 1921.
Sein Sohn, Thomas L. Bancroft (1860–1933), wurde ebenfalls Parasitologe und setzte die Arbeit seines Vaters fort. Im Jahr 1963 wurde im Bancroft Park in Moreton Bay City ein Gedenkstein für Vater und Sohn errichtet.
Bancroft galt zu seiner Zeit als einer der führenden Wissenschaftler in Queensland, war Vizepräsident der Australian and New Zealand Association for the Advancement of Science, sowie Präsident des Queensland Medical Board, der Royal Society of Queensland und der Medical Society of Queensland.